# غرفة ندوات

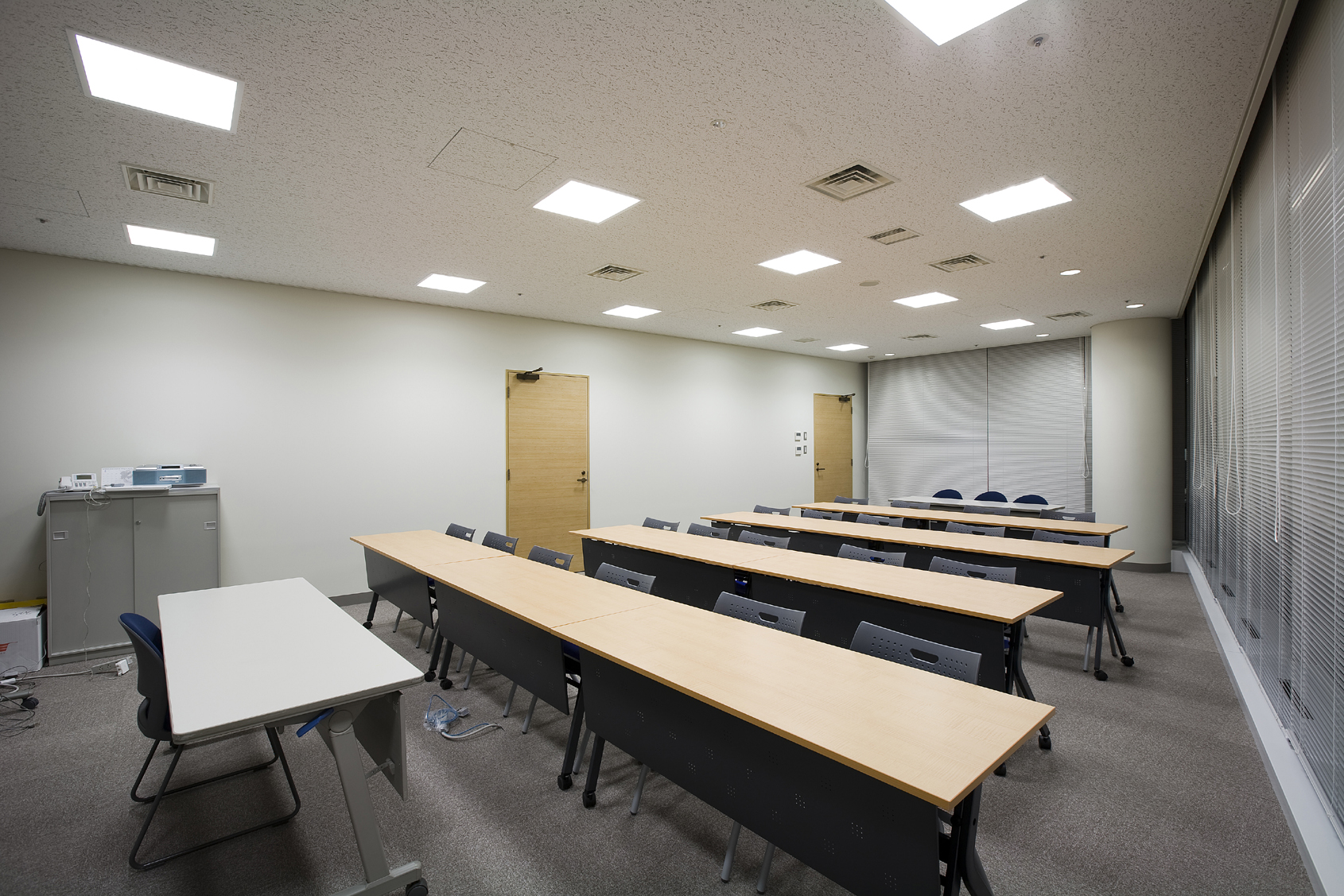
غرفة ندوات بالمركز الثقافي الكوري في اليابان.

غرفة الندوات (بالإنجليزية: Seminar room)‏ هي غرفة مؤهلة بالإعدادات اللازمة لإقامة الندوات فيها. وتضم أقل من خمسين نفر في العادة، ويسهل تغيير تخطيط الترابيزات والكراسي فيها حسب الحاجة. 

## التأثيث
- ترابيزات
- مقاعد
- سبورة أو جهاز إسقاط